# Граф де Делейтоса

Герб муниципалитета Делейтоса, провинция Касерес, автономное сообщество Эстремадура

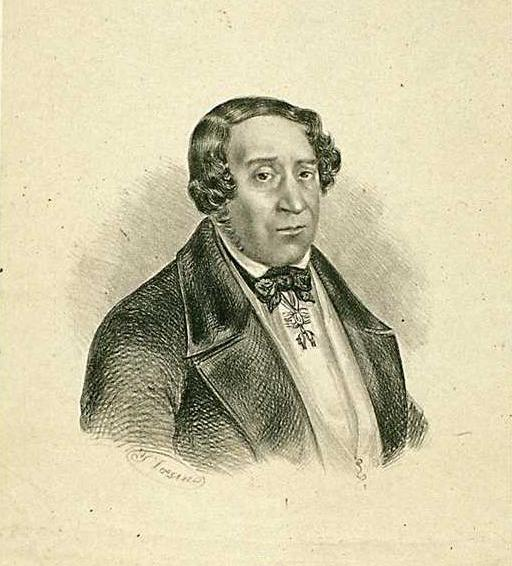
Бернардино Фернандес де Веласко Пачеко и Тельес-Хирон (1783—1851), 13-й граф де Делейтоса, 9-й герцог де Уседа, 14-й герцог де Фриас, 14-й герцог де Эскалона

Граф де Делейтоса — испанский дворянский титул. Он был создан в 1529 году королем Испании Карлосом I для Франсиско де Монроя и Суньиги, сеньора де Делейтоса, Бельвис и Альмарас.
Название графского титула происходит от названия муниципалитета Делейтоса, провинция Касерес, автономное сообщество Эстремадура.

## Графы де Делейтоса
- Франсиско де Монрой и Суньига (ок. 1465—1544), 1-й граф де Делейтоса. Сын Алонсо де Монроя, сеньора де Бельвис, Альмарас и Делейтоса, и Беатрис де Суньиги.
  - Супруга — Мария Магдалена Манрике, дочь Родриго Манрике де Лары и Акуньи, 3-го графа де Паредес-де-Нава, и Изабель Чакон и Фахардо
  - Супруга — Санча де Айала и Гумман, 7-я сеньора де Себолья, дочь Диего Лопеса де Айала и Гусмана, 5-го сеньора де Себолья, и Беатрис де Гусман

- Беатрис де Монрой и Айала (1523 — ?), 2-я графиня де Делейтоса, дочь предыдущего от второго брака с Санчей де Айала и Гусман
  - Супруг — Франсиско Альварес де Толедо и Фигероа (1515—1582), 3-й граф де Оропеса, вице-король Перу.

- Хуан Альварес де Толедо и де Монрой[исп.] (1550—1619), 3-й граф де Делейтоса, 5-й граф де Оропеса. Сын предыдущей и Франсиско Альвареса де Толедо и Фигероа
  - Супруга — Хуана Луиза де Пиментель Энрикес, дочь Антонио Алонсо Пиментеля и Эррера де Веласко, 3-го герцога де Бенавенте, и Марии Луизы Тельес-Хирон и Энрикес, 1-й герцогини де Уэскар.

- Фернандо Альварес де Толедо и Португаль[исп.] (1597—1621), 4-й граф де Делейтоса, 2-й маркиз де Фречилья и Вильяррамьель. Сын Эдуардо де Браганса ()1569-1627, 1-го маркиза де Фречилья и Вильяррамьель, и Беатрис Альварес де Толедо и Пиментель (? — 1599), дочери 4-го графа де Оропеса.
  - Супруга — Менсия Пиментель де Суньига, дочь Хуана Алонсо Пиментеля де Эррера и Киньонес, 5-го герцога де Бенавенте, и Менсии де Суньга и Рекесенс.

- Хуан Альварес де Толедо и Португаль[исп.] (1620—1621), 5-й граф де Делейтоса, 3-й маркиз де Фречилья и Вильяррамьель, старший сын предыдущего и Менсии Пиментель де Суньиги

- Дуарте Фернандо Альварес де Толедо и Португаль[исп.] (1621—1671), 6-й граф де Делейтоса, 3-й маркиз де Фречилья и Вильяррамьель, младший брат предыдущего.
  - Супруга — лдАнна Моника де Суньига и Фернандес Кордова и Суньига и Пиментель, 6-я графиня де Алькаудете, дочь Хуана Пиментеля де Суньиги и Рекесенса, 1-го маркиза дель Вильяр-де-Граханехос, и Антонии Фернандес де Кордовы, 5-й графини де Алькаудете.

- Мануэль Хоакин Альварес де Толедо (1641—1707), 7-й граф де Делейтоса, 4-й маркиз де Фречилья и Вильяррамьель. Единственный сын предыдущего и Анны Моники де Кордовы и Веласко
  - Супруга — Изабель Мануэла Франсиска Мария Антония Тельес-Хирон и Пачеко (1650—1691), дочь Мельчора Пачеко Хирона, 4-го де Ла-Пуэбла-де-Монтальбан, и Хуаны де Веласко и Товар

- Висенте Педро Альварес де Толедо и Португаль[исп.] (1687—1728), 8-й граф де Делейтоса, 5-й маркиз де Фречилья и Вильяррамьель. Сын Мануэля Хоаикина Альварес де Толедо и Португаля (1644—1707), 8-го графа де Оропеса, и Изабель Марии Тельес-Хирон, сестры 3-го графа де Ла-Пуэбла-де-Монтальбан.
  - Супруга — Мария де ла Энкорнасьон Фернандес де Кордова и Фигероа де ла Серда (1686—1746), дочь Луиса Маурисио Фернандеса де Кордовы и Фигероа, 7-го герцога де Фриаса, и Феличе Марии де ла Серды и Арагон.

- Педро Висенте Альварес де Толедо и Португаль[исп.] (1706—1728), 9-й граф де Делейтоса, 10-й граф де Оропеса, 6-й маркиз де Харандилья, 7-й маркиз де Фречилья и Вильяррамьель, 9-й граф де Алькаудете. Сын Висенте Педро Альваресак де Толедо и Португаля (1687—1729), 9-го графа де Оропеса, и Марии де ла Энкарнасьон Фернандес де Кордовы и де ла Серды, дочери маркиза де Прьего.

- Анна Мария Альварес де Толедо и Португаль[исп.] (1707—1729), 10-й граф де Делейтоса, 7-я маркиза де Фречилья и Вильяррамьель. Сестра предыдущего, дочь Висенте Педро Альваресак де Толедо и Португаля (1687—1729), 9-го графа де Оропеса, и Марии де ла Энкарнасьон Фернандес де Кордовы и де ла Серды
  - Супруг — Андрес Луис Лопес-Пачеко и Осорио (1710—1746), 10-й герцог де Эскалона, 13-й маркиз де Агилар-де-Кампоо.

- Мария Анна Лопес Пачеко и Альварес де Толедо и Португаль[исп.] (1729—1768), 11-я графиня де Делейтоса, 11-я герцогиня де Эскалона. Дочь Андреса Лопеса Пачеко и Осорио де Москосо, 10-го герцога де Эскалона, и Анны Марии де Альварес де Толедо Португаля, 11-й графини де Оропеса.
  - Супруг — Хуан Пабло Франсиско Лопес-Пачеко и де Москосо (1716—1751), сеньор де Гарганта-де-Олья, сын Меркурио Лопеса Пачеко и Португаля, 9-го герцога де Эскалона, и Каталины де Москосо и Бенавидес.
  - Супруг — Фелипе Нери Диего Исидро де Толедо и Сильва (? — 1758), сын Мигеля де Толедо и Кордовы, 1-го маркиза де Тавара и графа де Вильяда, и Марии Франсиски де Сильвы и Гутьеррес де лос Риос, 11-й герцогини дель Инфантадо
  - Супруг — Мануэль Хосе Пачеко Тельес-Хирон и Толедо (1732—1794), сын Франсиско Хавьера Пачеко Тельес-Хирона, 6-го герцога де Уседа, и Марии Доминги Тельес-Хирона и Фернандеса де Веласко, 8-й маркизы де Берланга.

- Диего Пачеко Тельес-Хирон Гомес де Сандоваль (1754—1811), 12-й граф де Делейтоса, 13-й герцог де Эскалона. Сын Андреса Мануэля Алонсо Тельес-Хирона Пачеко и Толедо (1728—1789), 7-го герцога де Уседа, и Марии Портерии Фернандес де Веласко и Пачеко (? — 1796), 9-й графини де Пеньяранда-де-Бракамонте.
  - Супруга — Франсиска де Паула де Бенавидес де Кордова (1763—1827), дочь Антонио де Бенавидеса и де ла Куэвы, 2-го герцога де Сантистебан-дель-Пуэрто, и Анны Марии Фернандес де Кордовы и Монкады.

- Бернардино Фернандес де Веласко (1783—1851), 13-й граф де Делейтоса, 14-й герцог де Эскалона, единственный сын предыдущего от брака с брака с Франсиской де Паула де Бенавидес де Кордова
  - Супруга — Мария Анна Тереза де Сильва Базан и Вальдштейн, дочь Хосе Хоакина де Сильва Базан и Сармьенто (1734—1802), 9-го маркиза де Санта-Крус-де-Мудела, 10-го маркиза дель-Висо, маркиза де Байона, 6-го маркиза де Арсикольяр, графа де Монтауто и графа де Пье-де-Конча. Первый брак был бездетным.
  - Супруга — Мария де ла Пьедад Рока де Тогорес и Валькарсель, дочь Хуана Непомусено Рока де Тогорес и Скорсия, 1-го графа де Пиноэрмосо и 13-го барона де Риудомс.
  - Супруга (неравный брак) — Анна Хаспе и Масиас. Ему наследовал его сын от третьего брака:

- Хосе Мария Бернардино Фернандес де Веласко и Хаспе (1836—1888), 14-й граф де Делейтоса, 15-й герцог Фриас, сын предыдущего от третьего брака с Анной Хаспе и Масиас.
  - Супруга — Виктория Балф (1837—1871), от брака с которой у него было трое детей (Бернардино, Гильермо и Менсия).
  - Супруга — Мария дель Кармен Пиньятелли де Арагон и Падилья. Ему наследовал его сын от первого брака:

- Бернардино Фернандес де Веласко и Балф Хаспе и Росер (1866—1916), 15-й граф де Делейтоса, 15-й герцог Фриас. Старший сын предыдущего от первого брака с Викторией Балф.
  - Супруга — Мэри Болейн Сесиль Ноулз (1866 — ?).

- Мария Виктория Фернандес де Веласко и Ноулз (1894—1947), 16-я графиня де Делейтоса, маркиза де Фречилья и Вильяррамьель, дочь предыдущего и Мэри Сесиль Ноулз.

- Анхела Мария Дуке де Эстрада и Марторель (1933—1958), 17-я графиня Делейтоса. Дочь Хуана Антонио Дуке де Эстрада и Морено (1902 — ?), 9-го маркиза де Вильяпанес, и Марии дель Пилар Марторель и Тельес-Хирон (1901—1984).

- Мария Аксилиадора Сафортеса и Дуке де Эстрада (род. 1957), 18-я графиня де Делейтоса, дочь предыдущей.